# Kansas: Live at the Whisky
Kansas:Live at the Whiskey è un album dal vivo del gruppo rock statunitense Kansas, pubblicato nel 1992. Sempre nel 1992 fu certificato disco d'oro negli Stati Uniti.

## Tracce
1. Howling at the Moon
2. Paradox
3. Point of Know Return
4. Song for America
5. The Wall
6. Hold On
7. Dust in the Wind
8. Miracles ouf of Nowhere
9. Portrait (He Knew)
10. Carry On Wayward Son
11. Down the Road
12. Lonely Street
13. Journey of Mariabronn
14. Belexes

## Formazione
- Steve Walsh, voce, tastiera
- Rich Williams, chitarra
- Steve Morse, chitarra
- David Ragsdale - violino
- Greg Robert - tastiera
- Billy Greer - basso
- Phil Ehart - batteria

Partecipazioni
- Stephen Stills, voce